# Strašilka ďábelská
Strašilka ďábelská (Peruphasma schultei) je jedním z druhů jihoamerických strašilek. Jedná se o relativně nový druh, který byl objeven teprve roku 2004. Tuto strašilku je možné v přírodě najít pouze na jediném místě na světě, v oblasti Cordillera del Condor v Peru, kde se vyskytuje v přírodní rezervaci, která je menší než 5 hektarů a byla zřízena pro ochranu tohoto endemitního druhu. V ohrožení vystřikuje bělavou tekutinu ze svých žláz, která dráždí oči a kůži.

## Popis
Celé tělo strašilky ďábelské je sametově černé. Má dva páry mikrokřídel, která jsou černá s bílou síťovitou kresbou. Dalším typickým znakem jsou žluté oči a červená ústa. Zadní pár křídel je ze spodní strany červený a strašilky ho roztahují zpravidla při rozrušení. Samice dosahují délky okolo 7 cm, samci měří 5 cm a jsou znatelně menší než samice. Samci se velmi často vozí na zádech samice a to i v okamžicích, kdy nedochází k páření.

## Potrava
V přírodě se strašilky ďábelské živí listy pepřovce. V chovech ochotně přijímají jako potravu listy zimolezu, zlatice, šeříku a ptačího zobu.

## Rozmnožování
Tyto strašilky se rozmnožují pouze pohlavně (za přítomnosti samce). 2–3 týdny po posledním svleku začínají samice klást černá, oválná vajíčka. Inkubační doba je 4–5 měsíců, po uplynulé době se z vajíček líhnou malé nymfy, které dospějí za 6 měsíců.

## Chov
Strašilky ďábelské patří k velmi oblíbeným a často chovaným druhům strašilek v České republice. K vůli svlékání strašilek je nutné insektárium o výšce minimálně 20–25 cm. Při malé velikosti terária se strašilka během svlékání může zranit nebo dokonce zahynout. Důležité je v insektáriu udržovat také vlhkost, která by měla být nad 40%. Vlhkost je velmi důležitým aspektem v jejich chovu, nízká vlhkost bývá dalším důvodem špatných svleků těchto strašilek. Potrava by neměla být v žádném případě kupovaná (kvůli případnému ošetření chemickými látkami), také by se neměla sbírat v okolí frekventovaných silnic.

## Fotogalerie

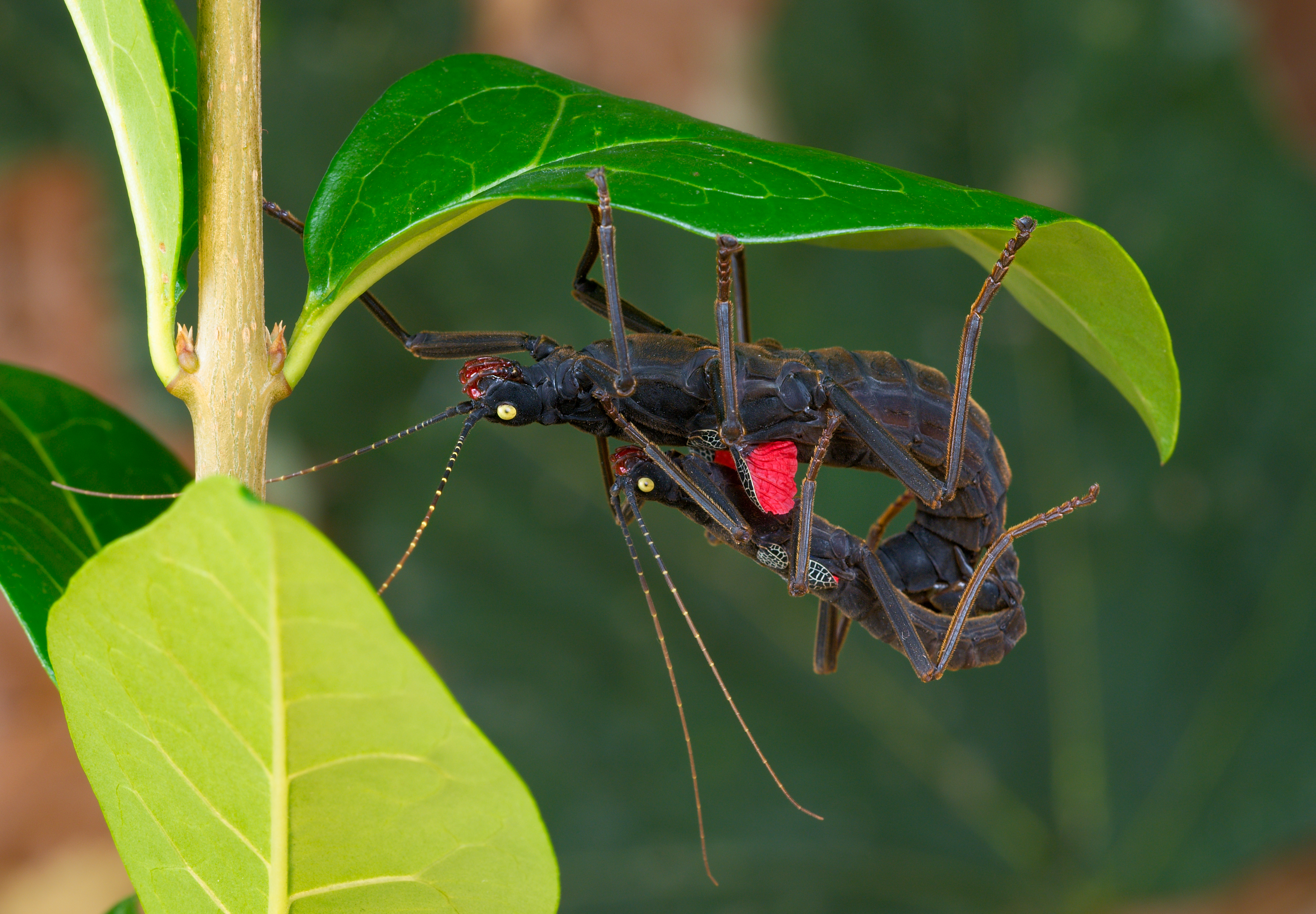
Strašilka ďábelská (samec a samice)
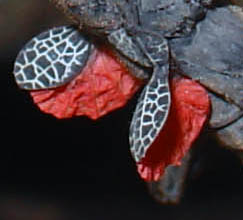
Detail křídel
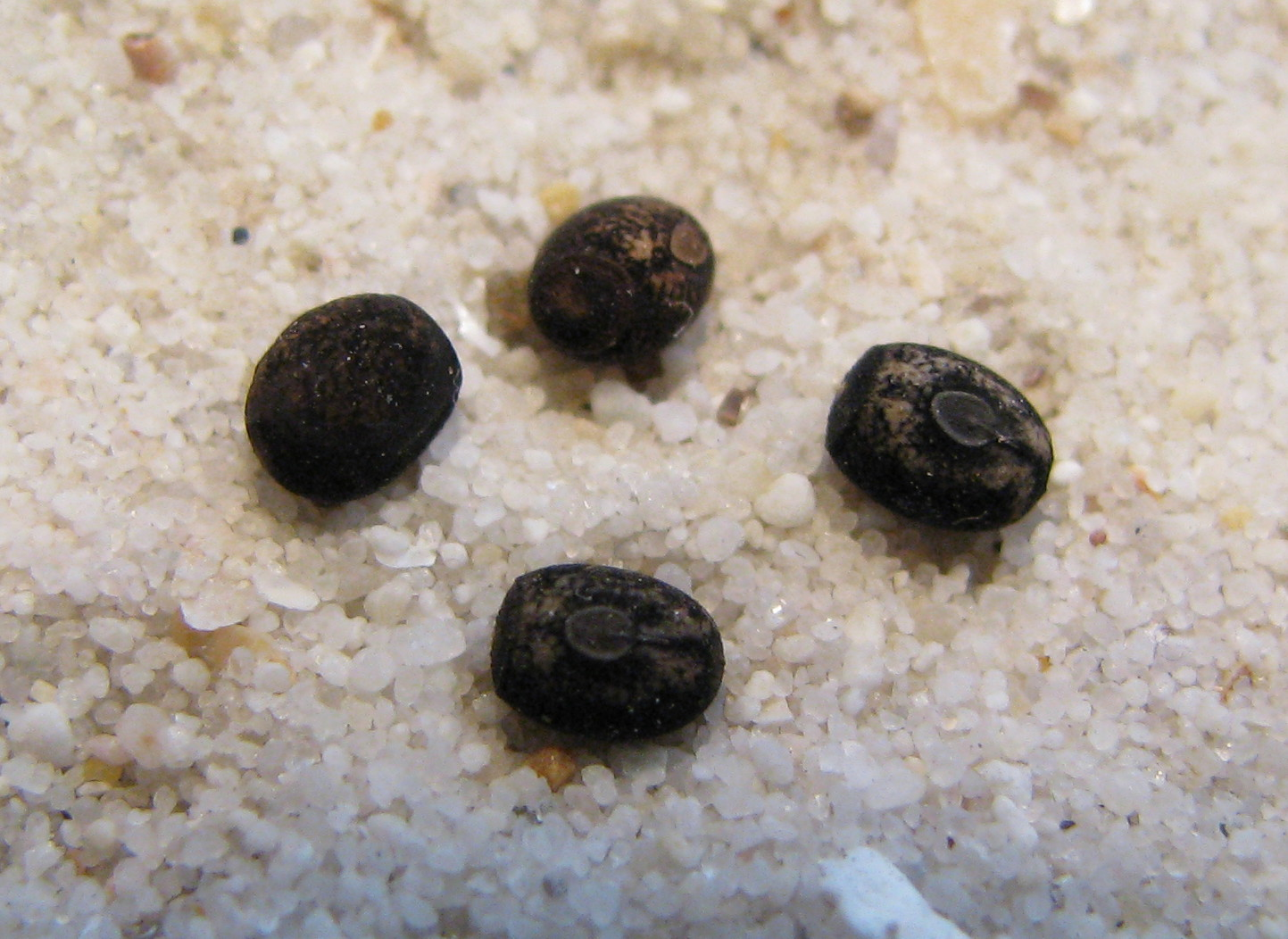
Vajíčka strašilek ďábelských